# Автошляхи Польщі
Загальна довжина автошляхів — 412 264 км. Поділяються на:
- Національні дороги — (A, S, GP за винятком G): 18 801 км
- Воєводські дороги — (G, Z за винятком GP) 28 476 м
- Пайонні дороги — (G, Z за винятком L) 127 743 км
- Комунальні дороги — (GP, G, Z, L, D) 237 244 км

В останні роки мережа поліпшується, а державні витрати на будівництво доріг нещодавно спостерігалися значні темпи зростання через стрімкий розвиток країни та приплив коштів Європейського Союзу на інфраструктурні проекти.
Головна управляюча компанія — GDDKiA.

## Автомагістралі та швидкісні дороги Польщі

Актуальний стан мережі автомагістралей та швидкісних доріг у Польщі. Зелений колір — готові відрізки, червоний колір — відрізки які будуються.

Автомагістралі та швидкісні дороги (пол. Autostrady i drogi ekspresowe) Польщі є частиною національної дорожньої мережі. Статус автомагістралей і швидкісних доріг призначений для найважливіших доріг, які обслуговують інтенсивні міжрегіональні та міжнародні зв'язки. Станом на 31 липня 2016 року в Польщі в експлуатції було 1732 кілометрів автомагістралей та 1780 кілометрів швидкісних доріг — разом 3512 кілометрів. Загальна довжина, згідно з Програмою будови автомагістралей та швидкісних доріг, повинна становити близько 7650 кілометрів..
Важливим чинником прискорення будови в останні роки є дотації Європейського Союзу за механізмами структурних фондів та фонду гуртування (в б'юджеті 2007—2013 років ЄС призначив на дотації на будову доріг у Польщі близько 10 млрд. євро).
Максимальна дозволена швидкість для легкових автомобілів становить на автострадах 140 км/год, на швидкісних дорогах з двома проїзними частинами — 120 км/год.

## Національні дороги

Карта національних доріг Польщі

Національна дорога (пол. droga krajowa) — головна магістральна дорога, контрольована центральною владою Польщі. Інші види доріг у Польщі знаходяться під контролем суб'єктів воєводства, району та співтовариства. Станом на 2016 загальна довжина складає 19 292 км.
Національні дороги Польщі, відповідно до Закону про дороги загального користування, включають:
1. Автомагістралі і швидкісні дороги
2. Дороги, які планується перевести в розряд автомагістралей або швидкісних доріг
3. Міжнародні дороги
4. Дороги, які відіграють ключову роль в транспортному каркасі країни
5. Дороги загального користування в прикордонних пунктах, які обслуговують пасажирський і вантажний рух без обмеження маси
6. Дороги, альтернативні платними автомагістралями
7. Об'їзні / кільцеві дороги великих міських агломерацій

## Воєводські дороги
Воєводські дороги (пол. droga wojewódzka) — мережа автомобільних доріг, що доповнюють національну дорожню систему, яка є власністю компетентного воєводського самоврядування.
Провінційні дороги в Польщі підходять для одного з двох можливих класів: GP або G.
Найдовшою воєводською дороги є дорога № 835 (220 км), найкоротша дорога — дорога № 219 (55 м).
Станом на 31 грудня 2015 року в Польщі налічувалося 29 108,8 км воєводських доріг, з яких 26,066.6 км — дороги з твердим покриттям, 52 км — ґрунтові дороги.

## Комунальні дороги
Комунальні дороги (пол. droga gminna) — одна з чотирьох категорій автомобільних доріг загального користування в Польщі, що є власністю міського управління. До комунальних доріг належать дороги місцевого значення, що не входять до інших категорій. Комунальним дорогам у Польщі надається один з п'яти можливих класів: GP, G, Z, L або D.

## Районні дороги
Районна дорога (пол. Droga powiatowa) — до районних доріг відносяться дороги, що є сполученнями міст, які є центром району з місцями місць комун і міських муніципалітетів. Районні дороги в Польщі дають один з трьох можливих класів: GP, G або Z